# Armenia
Armenia, quốc hiệu là Cộng hoà Armenia, là một quốc gia nội lục ở phía nam Kavkaz thuộc khu vực Tây Nam Á, giáp Thổ Nhĩ Kỳ ở phía tây, Gruzia ở phía bắc, Azerbaijan ở phía đông và Iran cùng Cộng hòa tự trị Nakhchivan của Azerbaijan ở phía nam. Yerevan là thủ đô và thành phố lớn nhất.
Armenia có một di sản văn hóa cổ đại. Nhà nước đầu tiên của Armenia được thành lập vào năm 860 TCN, và đến thế kỷ 6 TCN được Satrapy thay thế. Vương quốc Armenia đạt đến đỉnh cao dưới thời Tigranes Đại đế vào thế kỷ 1 TCN và là quốc gia đầu tiên chấp nhận Kitô giáo làm quốc giáo vào năm 301. Vương quốc Armenia bị chia cắt giữa Đế quốc Đông La Mã và Đế quốc Sasan vào đầu thế kỷ 5. Dưới triều đại Bagratuni, Vương quốc Bagratuni được khôi phục vào thế kỷ 9. Suy tàn do các cuộc chiến tranh chống lại người Byzantine, vương quốc này sụp đổ vào năm 1045 và Armenia ngay sau đó bị xâm lược bởi Đế quốc Seljuk. Một công quốc Armenia và sau đó là Vương quốc Kilikia nằm trên bờ biển Địa Trung Hải giữa thế kỷ 11 và 14.

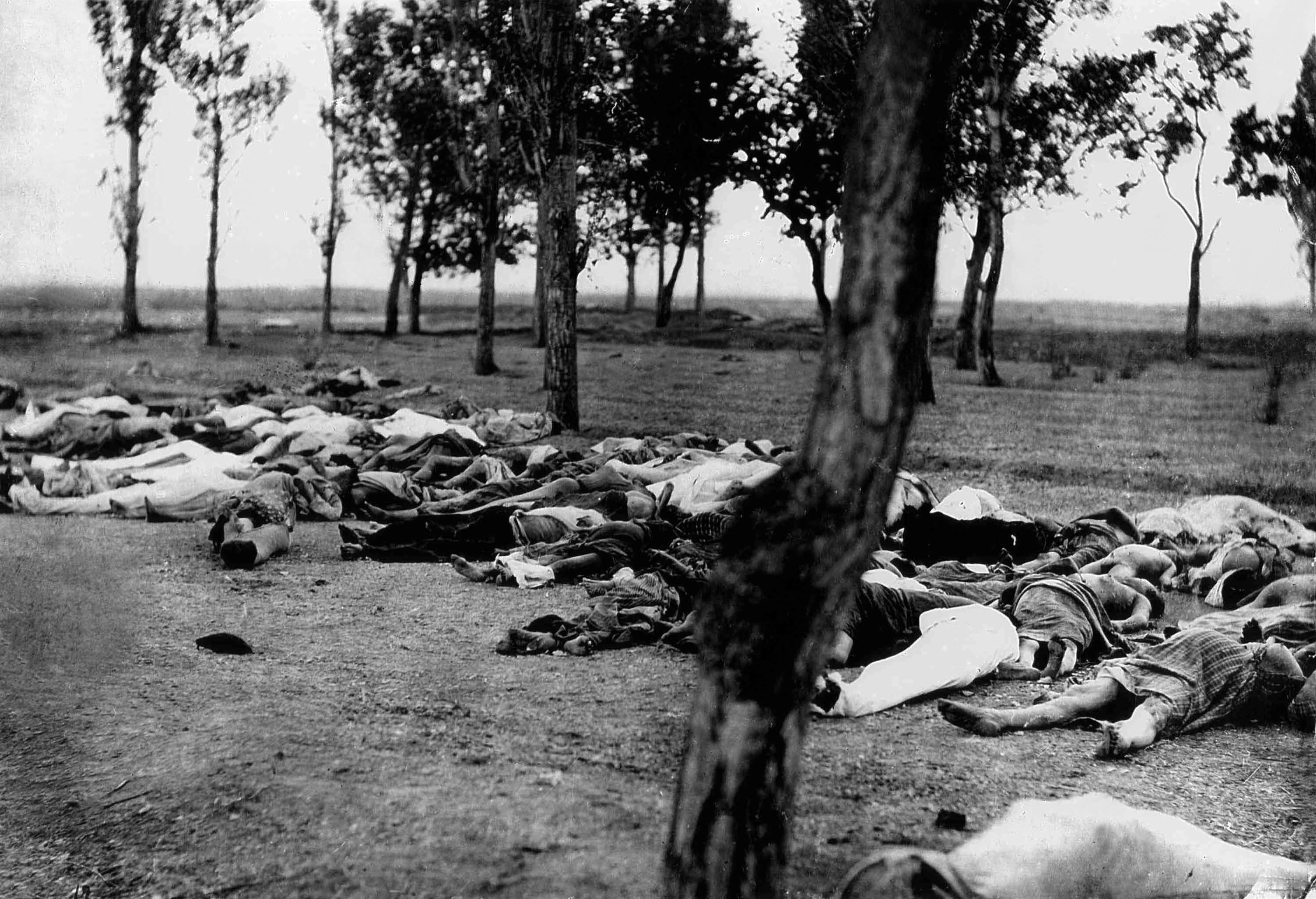
Nạn nhân diệt chủng người Armenia năm 1915

Giữa thế kỷ 16 và 19, Armenia bao gồm Đông Armenia và Tây Armenia nằm dưới sự cai trị của Đế quốc Ottoman và Ba Tư, liên tục được cai trị bởi một trong hai đế chế trong nhiều thế kỷ. Đến thế kỷ 19, Đông Armenia bị Đế quốc Nga chinh phục, trong khi hầu hết Tây Armenia vẫn nằm dưới sự cai trị của Đế quốc Ottoman. Trong Chiến tranh thế giới thứ nhất, 1,5 triệu người Armenia trong Đế quốc Ottoman bị tàn sát trong cuộc diệt chủng Armenia. Năm 1918, sau Cách mạng Nga, tất cả các nước không thuộc Nga đều tuyên bố độc lập, dẫn đến việc thành lập Đệ Nhất Cộng hòa Armenia. Năm 1920, nhà nước được hợp nhất thành Cộng hoà Xã hội chủ nghĩa Xô viết Liên bang Ngoại Kavkaz, và năm 1922 trở thành thành viên sáng lập của Liên Xô. Năm 1936, nhà nước Ngoại Kavkaz bị giải thể, chuyển các quốc gia cấu thành của nó, bao gồm cả Cộng hòa xã hội chủ nghĩa Xô viết Armenia, thành các nước cộng hòa của Liên Xô. Armenia khôi phục độc lập vào năm 1991 khi Liên Xô tan rã.
Armenia là một quốc gia dân chủ thống nhất và là một quốc gia đang phát triển. Nền kinh tế chủ yếu dựa vào sản lượng công nghiệp và khai thác khoáng sản. Mặc dù Armenia có vị trí địa lý ở phía Nam dãy Kavkaz, nhưng về mặt địa chính trị, Armenia thường được coi là châu Âu. Vì Armenia liên kết về mặt địa chính trị với châu Âu về nhiều mặt, quốc gia này là thành viên của nhiều tổ chức châu Âu bao gồm Hội đồng châu Âu, Đối tác phương Đông, Eurocontrol, Hội đồng các khu vực châu Âu và Ngân hàng Tái thiết và Phát triển châu Âu. Armenia cũng là thành viên của một số nhóm khu vực trên khắp Á-Âu, bao gồm Ngân hàng Phát triển châu Á, Tổ chức Hiệp ước An ninh Tập thể, Liên minh Á-Âu và Ngân hàng Phát triển Á-Âu. Armenia ủng hộ Artsakh độc lập trên thực tế, được tuyên bố vào năm 1991. Armenia cũng công nhận Giáo hội Tông truyền Armenia là giáo hội chính của Armenia. Bảng chữ cái Armenia được Mesrop Mashtots sáng tạo vào năm 405.

## Lịch sử

Tiền sử Armenia, 150 trước Công nguyên

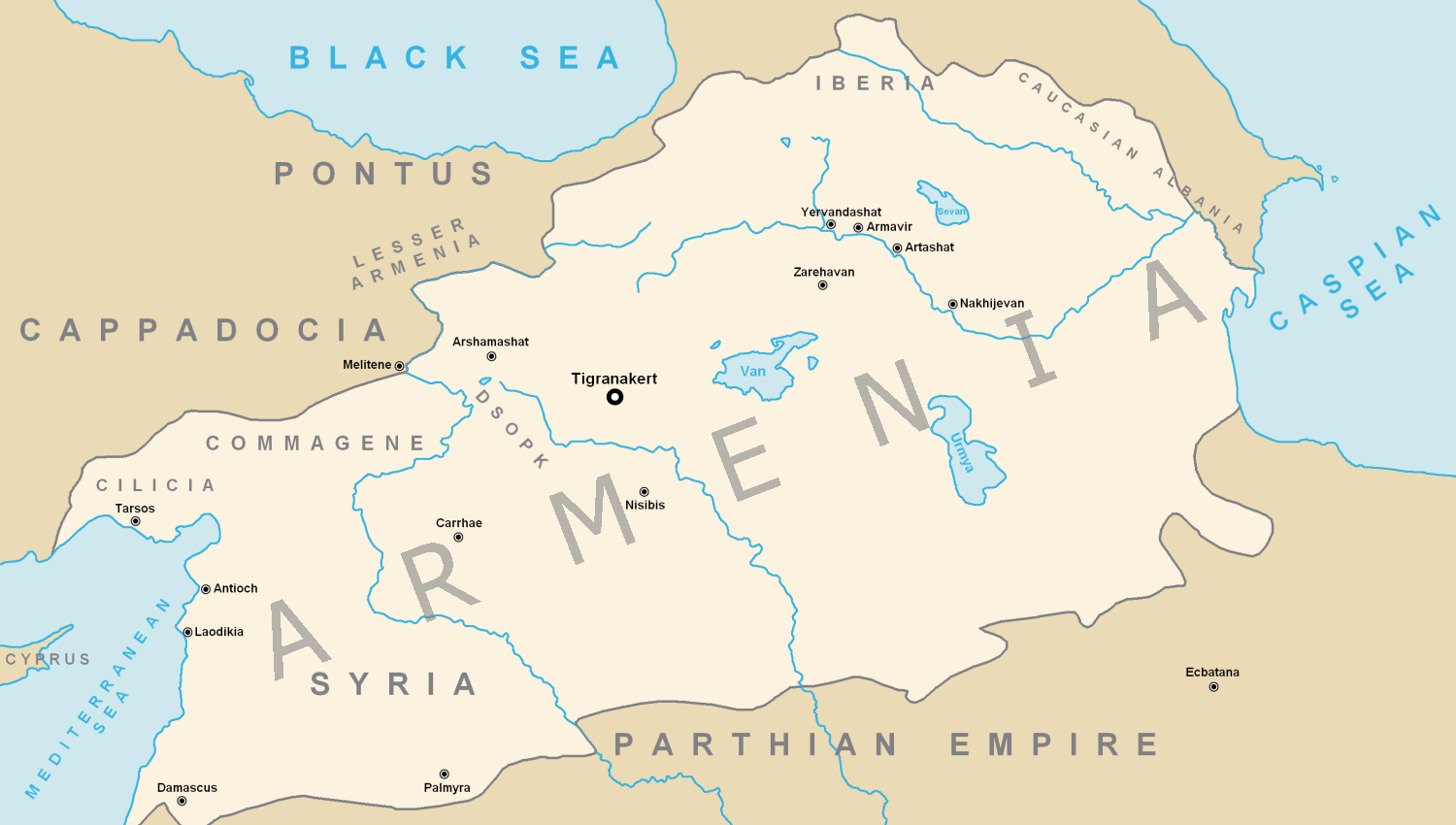
Vương quốc Armenia đạt đến tột đỉnh vinh quang của nó vào thời điểm Tigranes Đại đế cai trị.

### Thời Cổ đại

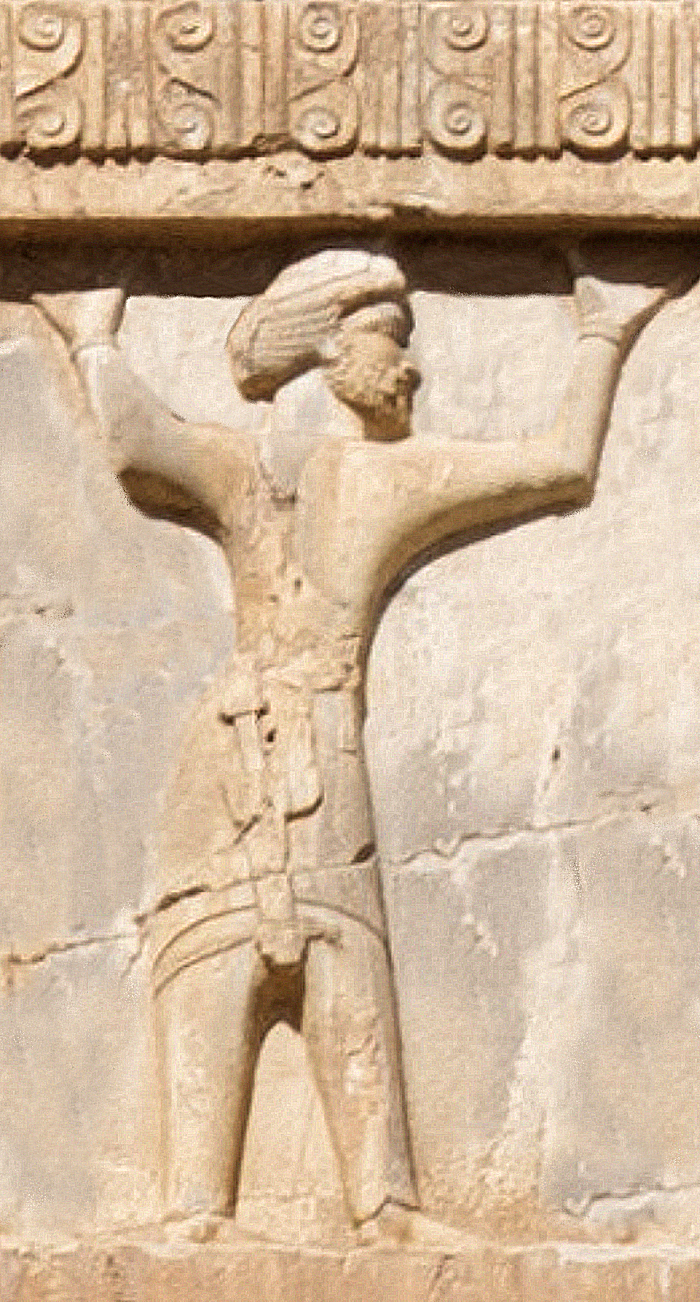
Người lính Armenia của quân đội Achaemenid, khoảng năm 470 TCN. Phù điêu lăng mộ của Xerxes I

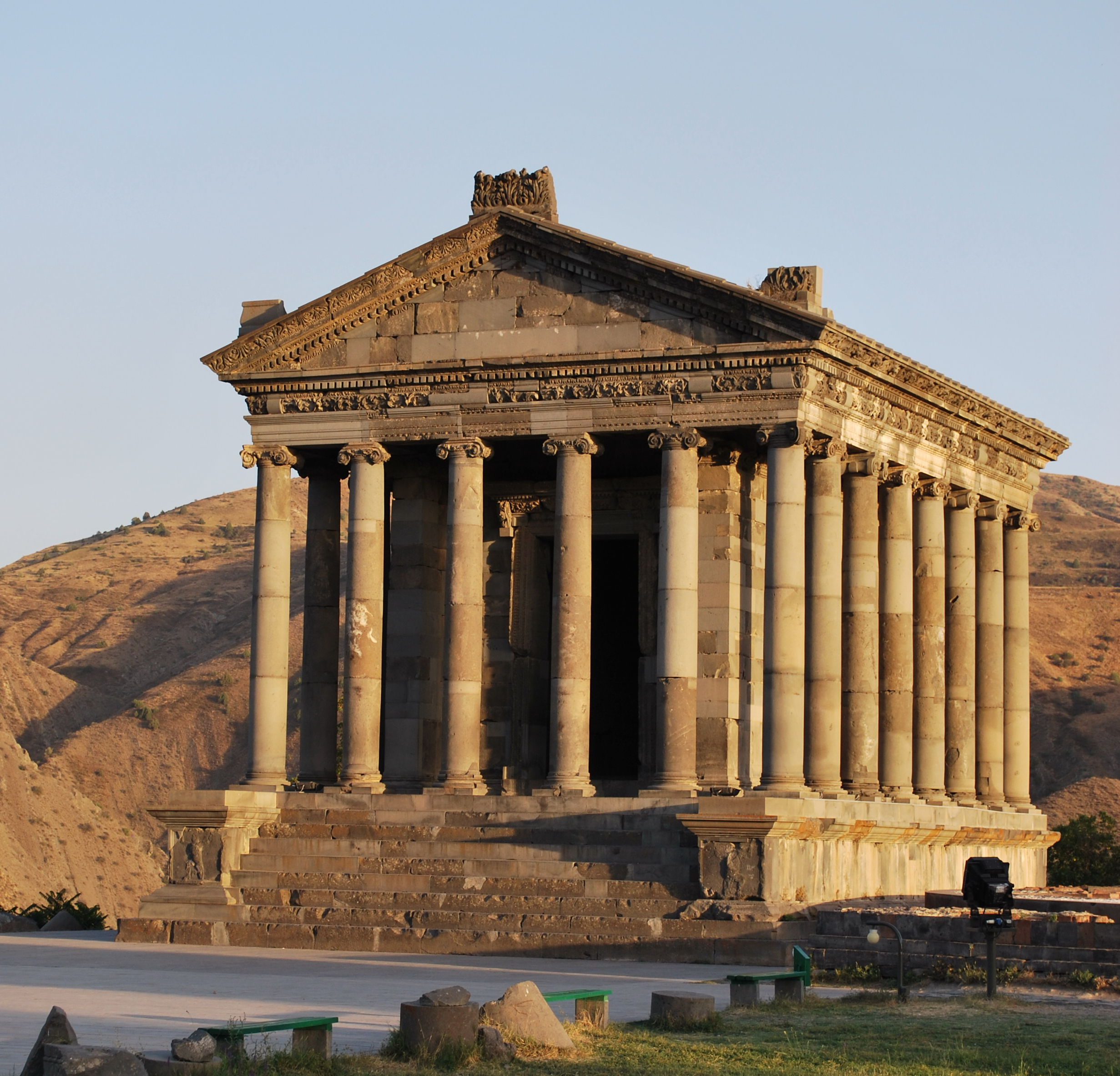
Đền Garni ngoại giáo, có lẽ được xây dựng vào thế kỷ thứ nhất, là "tòa nhà có hàng cột kiểu Hy Lạp-La Mã" duy nhất ở các quốc gia hậu Xô Viết

### Thời Trung Cổ

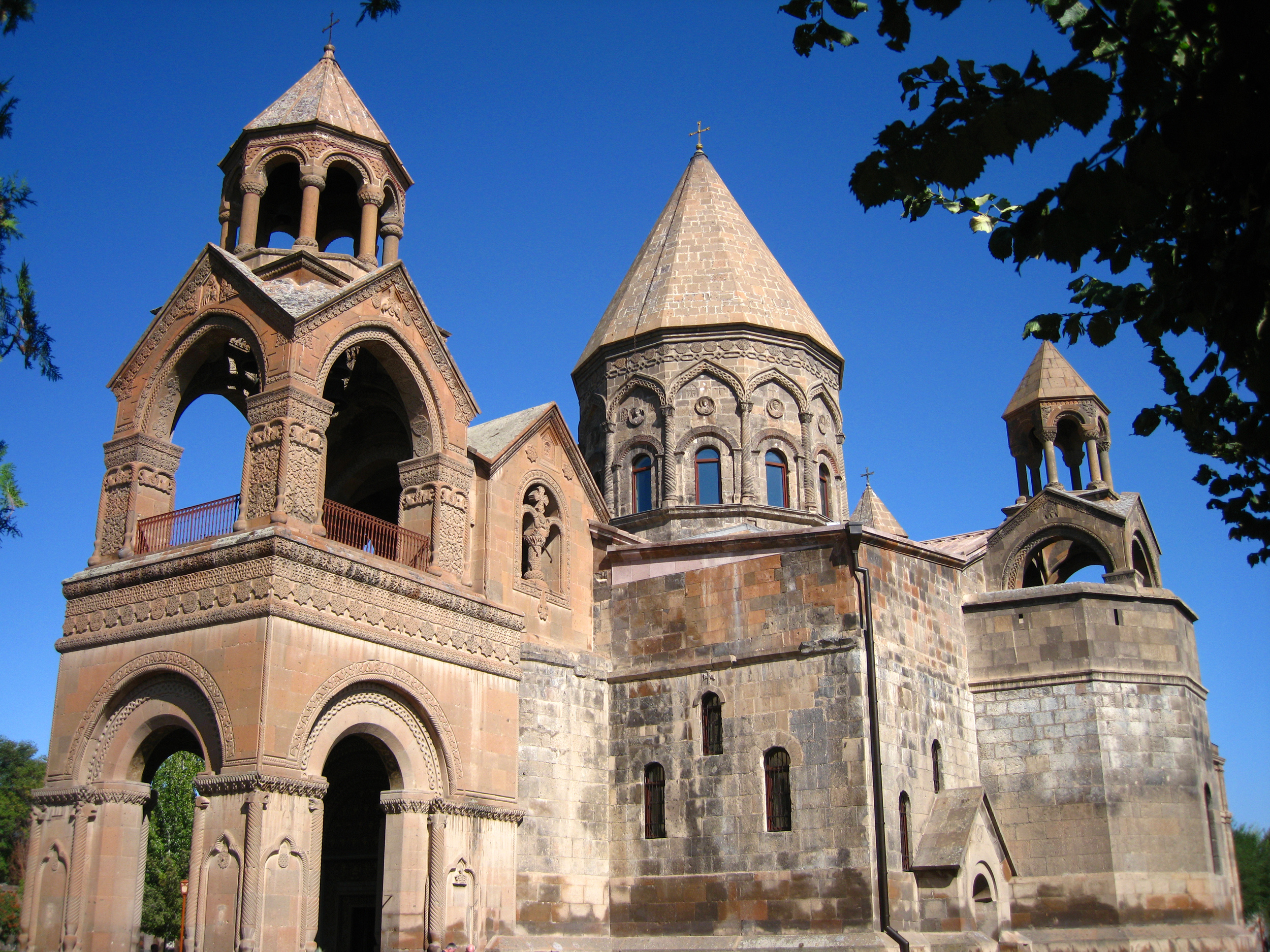
Nhà thờ Etchmiadzin, Nhà thờ Mẹ của Armenia theo truyền thống có từ năm 303 sau Công nguyên, được coi là nhà thờ cổ nhất trên thế giới.

Vương quốc Armenia của Cilicia, 1198–1375.

### Thời cận đại

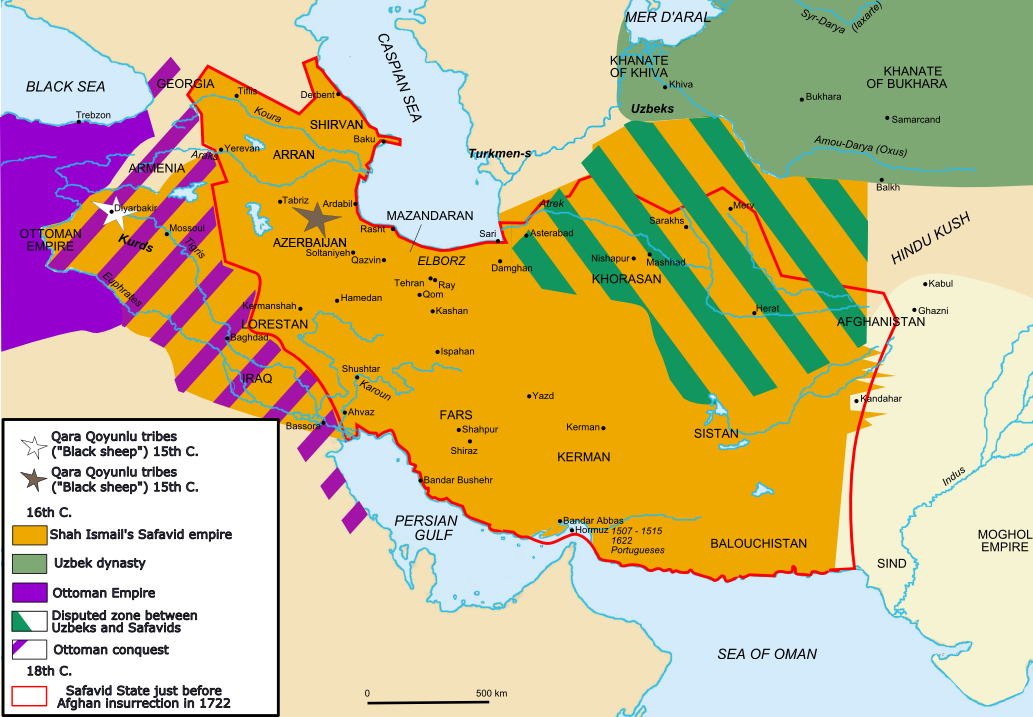
Vào năm 1501–02, hầu hết các lãnh thổ Đông Armenia bao gồm cả Yerevan đã bị chinh phục bởi triều đại Safavid mới nổi của Iran do Shah Ismail I lãnh đạo.

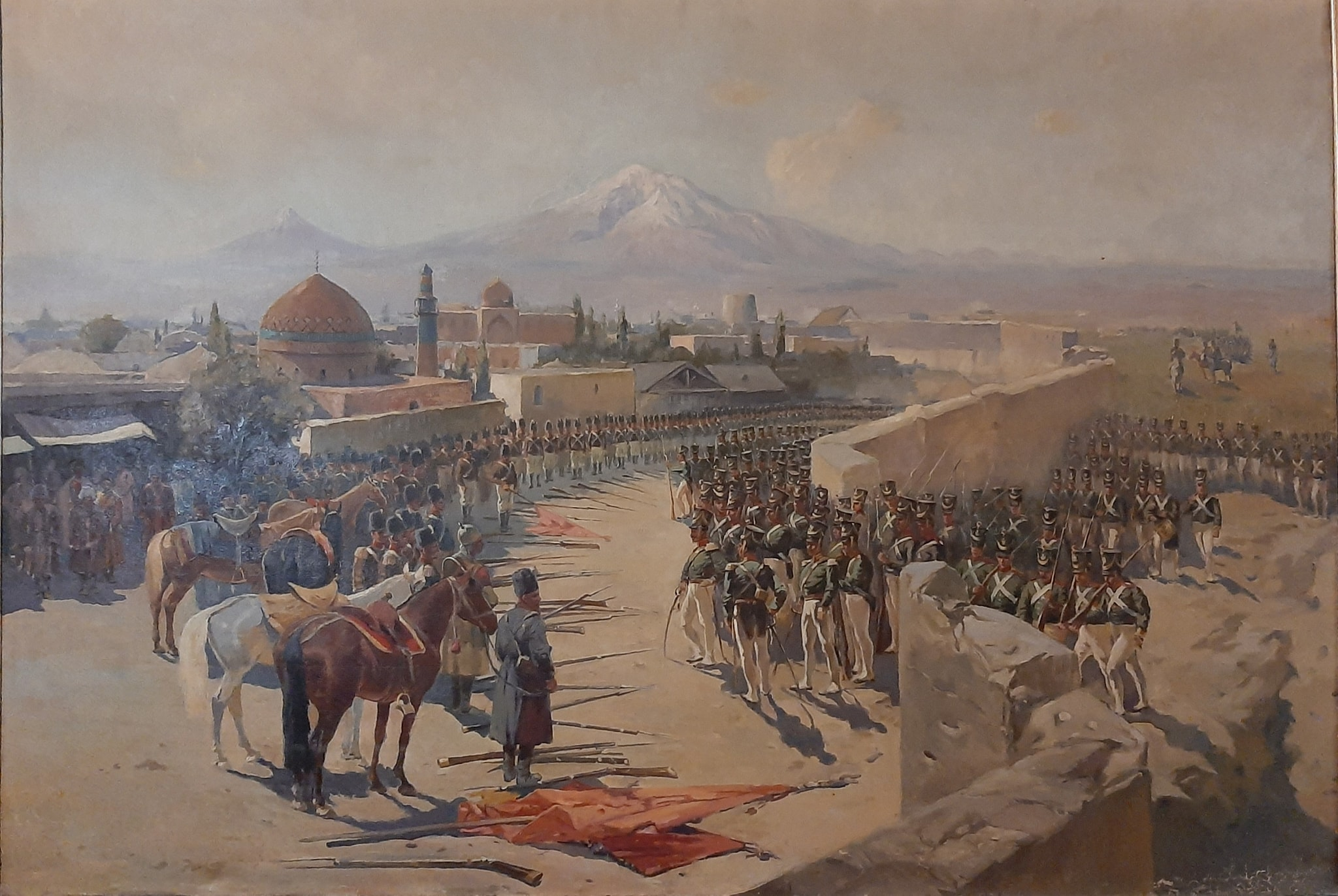
Quân đội Nga chiếm pháo đài Erivan vào năm 1827 trong Chiến tranh Nga-Ba Tư (1826–28) do Franz Roubaud nắm giữ.

### Đệ Nhất Cộng hòa Armenia

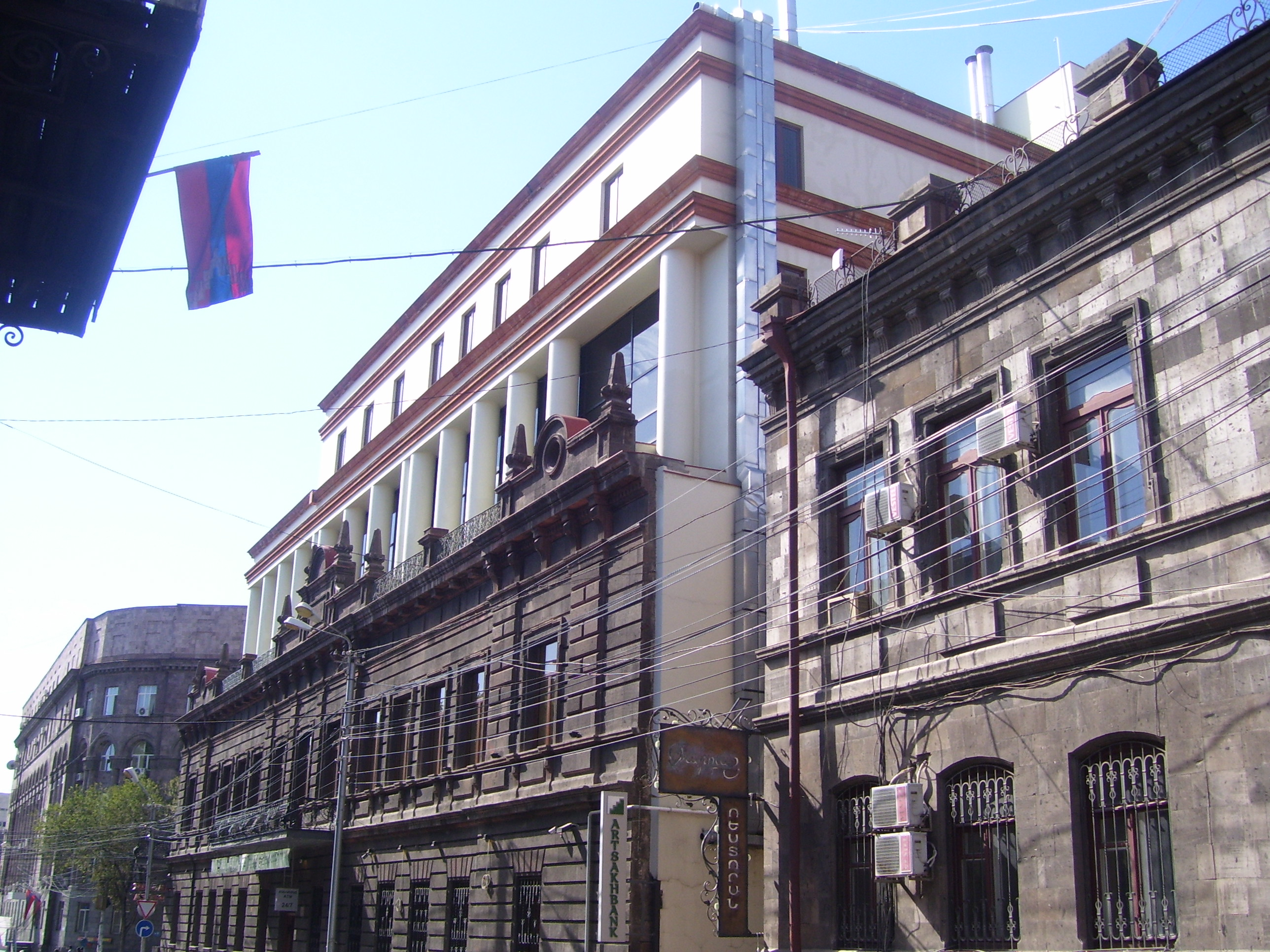
Tòa nhà chính phủ của Cộng hòa Armenia thứ nhất (1918–1920).

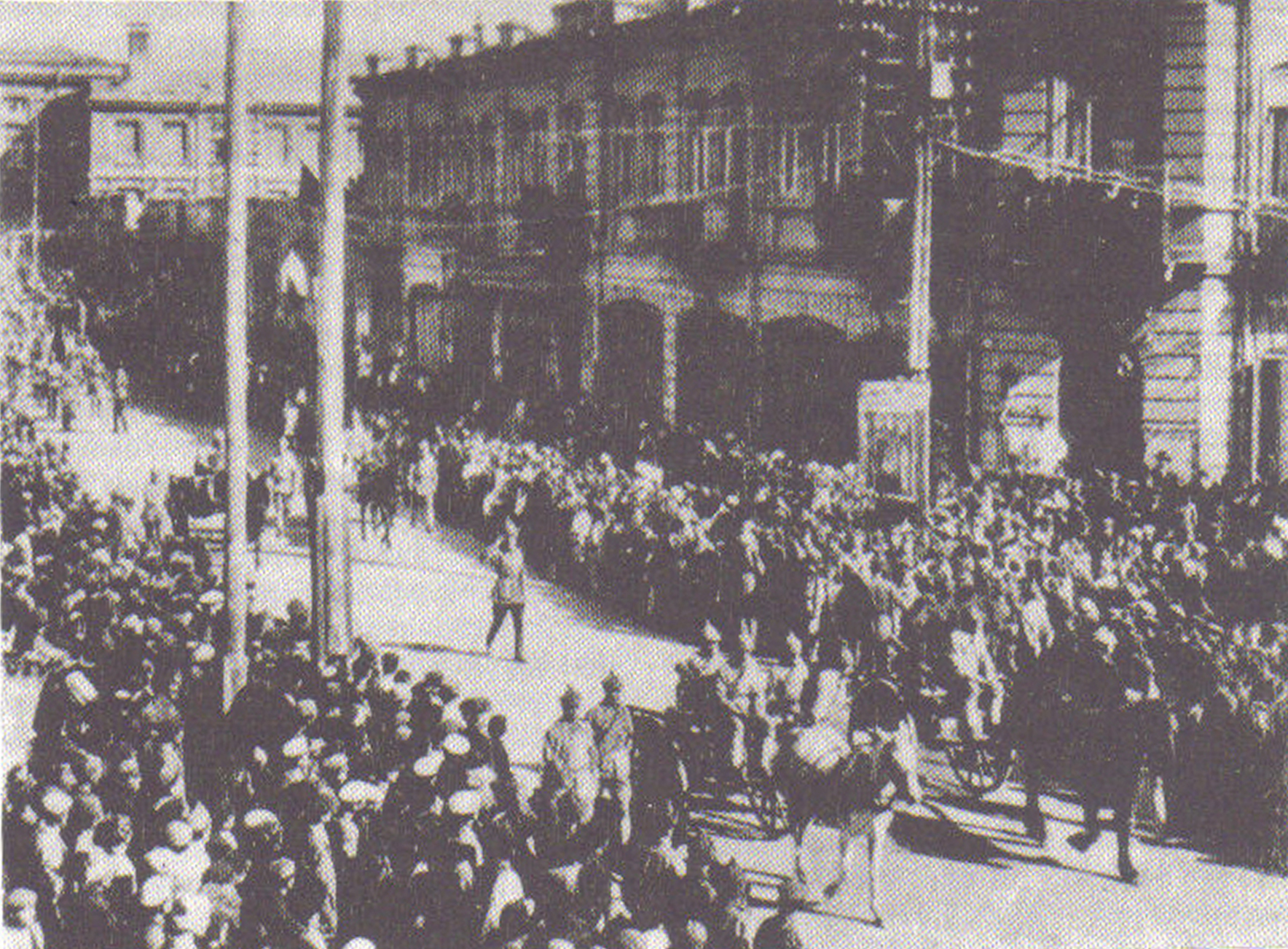
Cuộc tiến công của Quân đoàn Hồng quân 11 vào thành phố Yerevan.

### Cộng hòa XHCN Xô viết Armenia

Quốc huy của Armenia Xô Viết với Núi Ararat ở trung tâm.

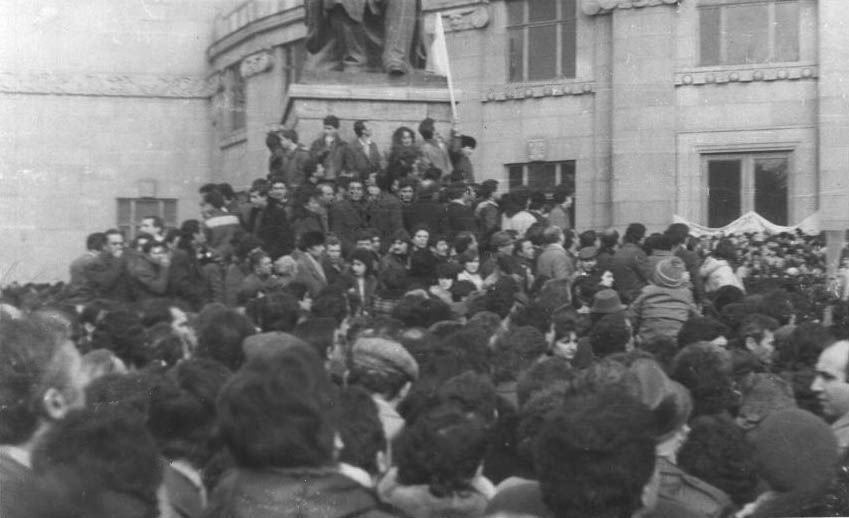
Người Armenia tập trung tại Quảng trường Nhà hát ở trung tâm Yerevan để tuyên bố thống nhất tỉnh tự trị Nagorno-Karabakh với Cộng hòa XHCN Xô viết Armenia.

### Khôi phục nền độc lập

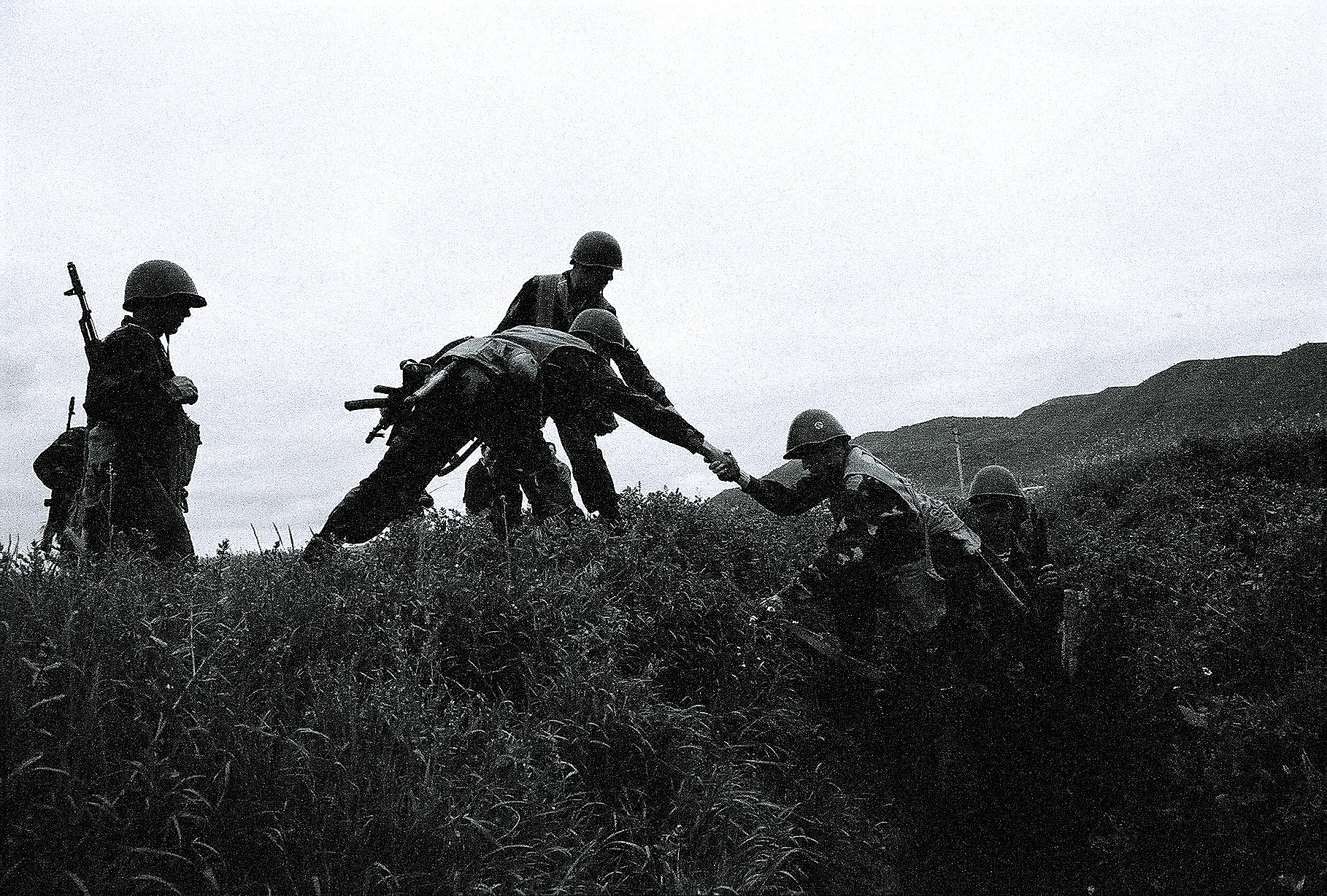
Những người lính Armenia trong Chiến tranh Nagorno-Karabakh

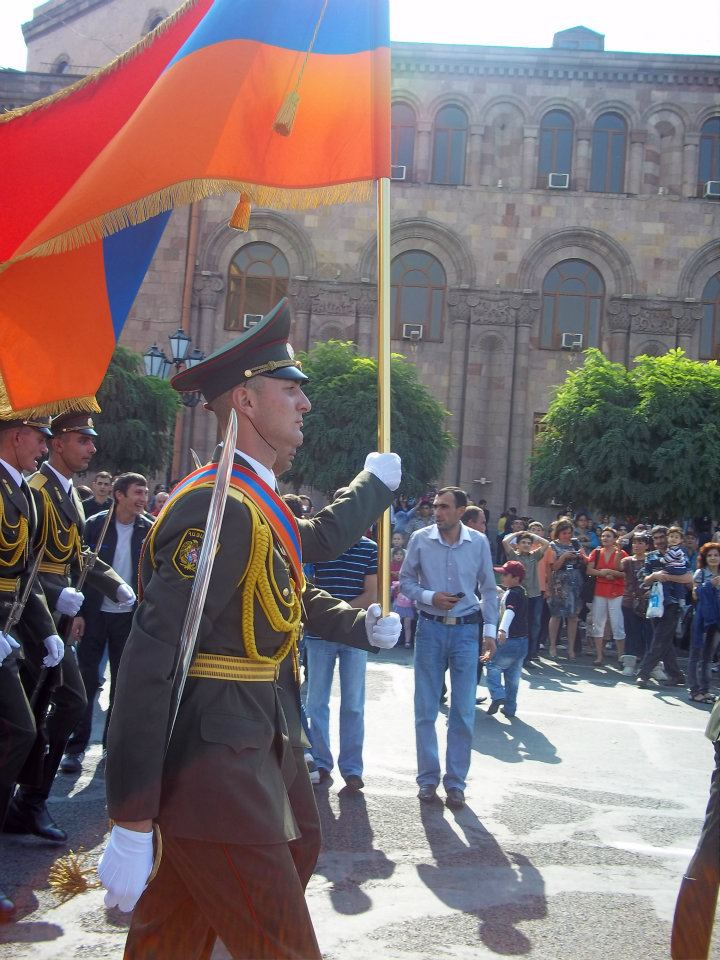
Cuộc diễu hành ngày 21 tháng 9 năm 2011 tại Yerevan, đánh dấu 20 năm Armenia tái độc lập.

## Kinh tế

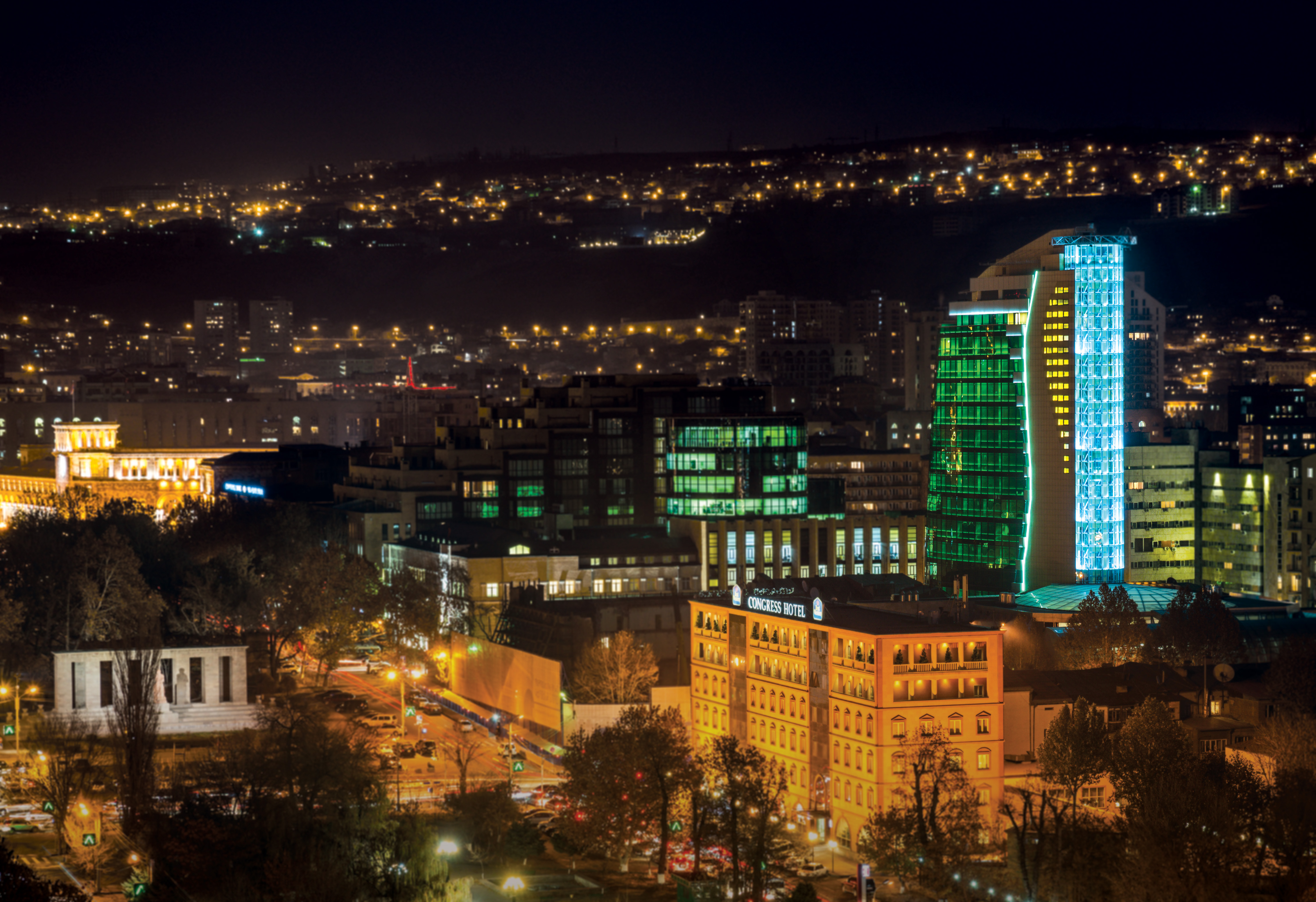
Yerevan - trung tâm tài chính và văn hóa của Armenia.

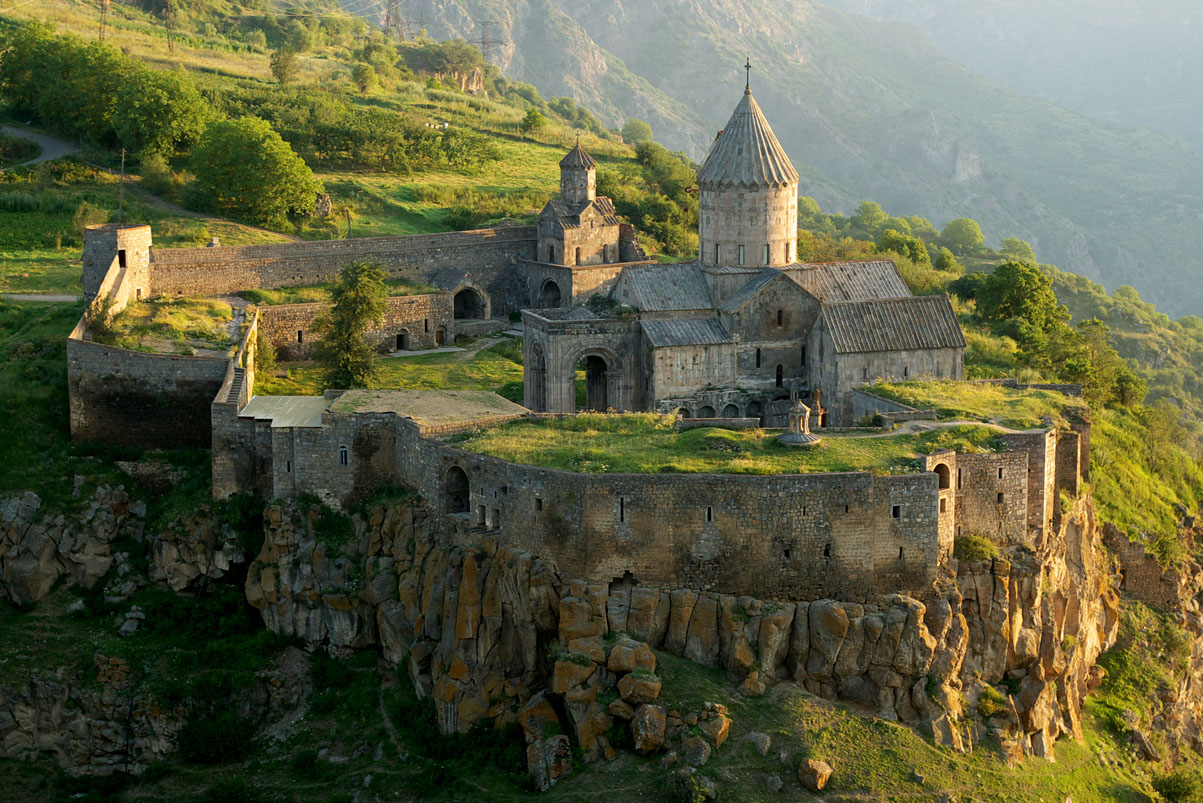
Tu viện Tatev, một trong những điểm du lịch nổi tiếng của Armenia.

## Nhân khẩu

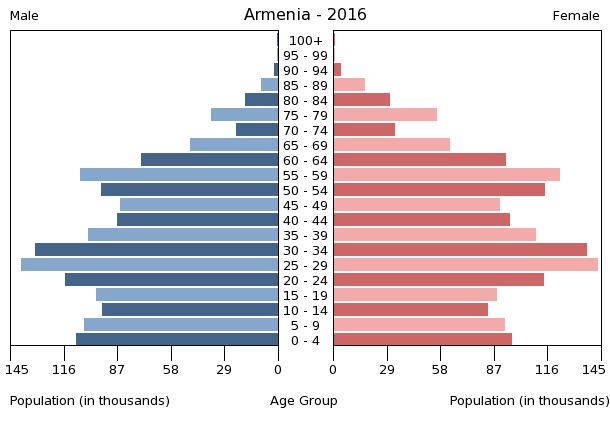
Tháp dân số của Armenia vào năm 2016

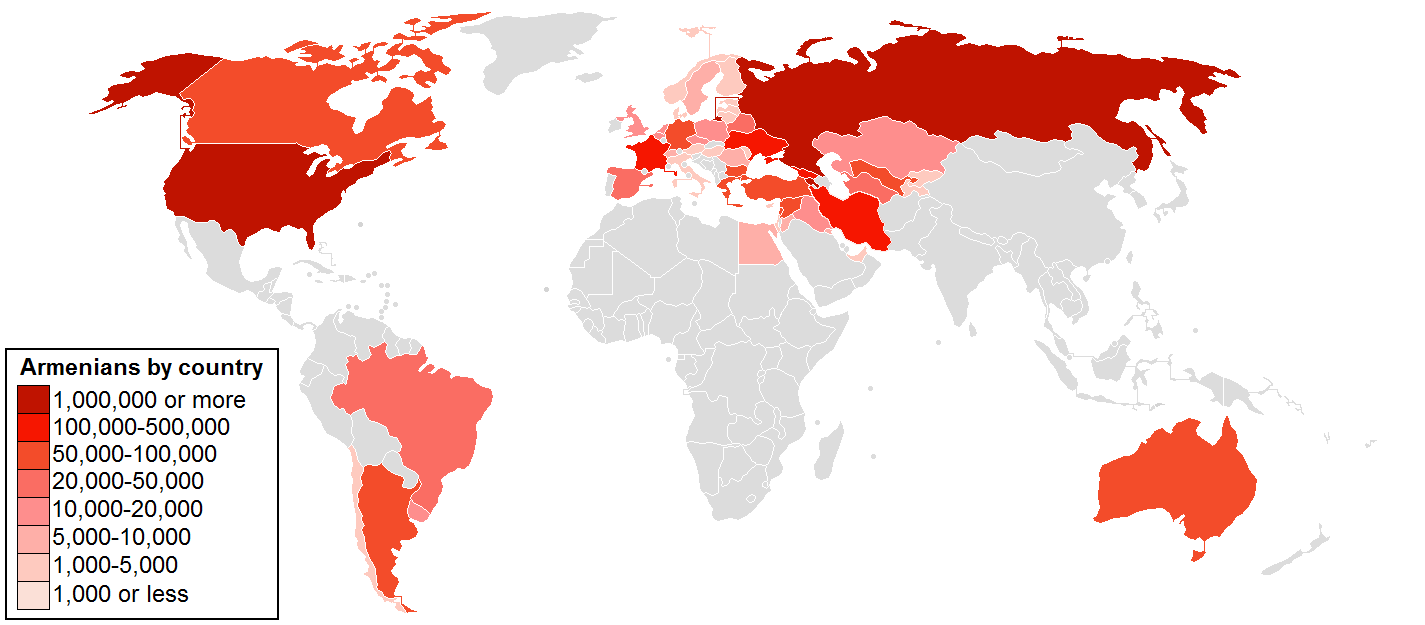
Người Armenia ở nước ngoài